# Crévéchamps
Crévéchamps és un municipi francès situat al departament de Meurthe i Mosel·la i a la regió del Gran Est. L'any 2007 tenia 329 habitants.

## Demografia

### Població
El 2007 la població de fet de Crévéchamps era de 329 persones. Hi havia 127 famílies, de les quals 37 eren unipersonals (25 homes vivint sols i 12 dones vivint soles), 37 parelles sense fills, 45 parelles amb fills i 8 famílies monoparentals amb fills.
La població ha evolucionat segons el següent gràfic:
Habitants censats

### Habitatges
El 2007 hi havia 138 habitatges, 130 eren l'habitatge principal de la família i 7 estaven desocupats. 130 eren cases i 8 eren apartaments. Dels 130 habitatges principals, 113 estaven ocupats pels seus propietaris, 15 estaven llogats i ocupats pels llogaters i 2 estaven cedits a títol gratuït; 1 tenia una cambra, 4 en tenien dues, 13 en tenien tres, 27 en tenien quatre i 85 en tenien cinc o més. 104 habitatges disposaven pel capbaix d'una plaça de pàrquing. A 48 habitatges hi havia un automòbil i a 71 n'hi havia dos o més.

### Piràmide de població
La piràmide de població per edats i sexe el 2009 era:
| Homes | Edats   | Dones |
| ----- | ------- | ----- |
| 0     | 95 o +  | 0     |
| 0     | 90 a 94 | 0     |
| 4     | 85 a 89 | 4     |
| 0     | 80 a 84 | 0     |
| 4     | 75 a 79 | 4     |
| 8     | 70 a 74 | 8     |
| 8     | 65 a 69 | 0     |
| 4     | 60 a 64 | 12    |
| 4     | 55 a 59 | 8     |
| 4     | 50 a 54 | 20    |
| 20    | 45 a 49 | 0     |
| 12    | 40 a 44 | 24    |
| 12    | 35 a 39 | 4     |
| 16    | 30 a 34 | 12    |
| 8     | 25 a 29 | 8     |
| 8     | 20 a 24 | 4     |
| 12    | 15 a 19 | 0     |
| 16    | 10 a 14 | 16    |
| 8     | 5 a 9   | 8     |
| 4     | 0 a 4   | 16    |

## Economia
El 2007 la població en edat de treballar era de 225 persones, 176 eren actives i 49 eren inactives. De les 176 persones actives 166 estaven ocupades (90 homes i 76 dones) i 9 estaven aturades (5 homes i 4 dones). De les 49 persones inactives 15 estaven jubilades, 20 estaven estudiant i 14 estaven classificades com a «altres inactius».

### Ingressos
El 2009 a Crévéchamps hi havia 130 unitats fiscals que integraven 322,5 persones, la mediana anual d'ingressos fiscals per persona era de 20.246 €.

### Activitats econòmiques
Dels 7 establiments que hi havia el 2007, 4 eren d'empreses de construcció, 1 d'una empresa d'hostatgeria i restauració, 1 d'una empresa de serveis i 1 d'una empresa classificada com a «altres activitats de serveis».
Dels 2 establiments de servei als particulars que hi havia el 2009, 1 era un paleta i 1 electricista.
L'any 2000 a Crévéchamps hi havia 4 explotacions agrícoles.

## Equipaments sanitaris i escolars
El 2009 hi havia una escola elemental integrada dins d'un grup escolar amb les comunes properes formant una escola dispersa.

## Poblacions més properes
El següent diagrama mostra les poblacions més properes.